# Frauenruheraum
Ein Frauenruheraum (auch Liegeraum) ist ein Ruheraum, der vom Arbeitgeber den Arbeitnehmerinnen zum Ausruhen zur Verfügung gestellt wird. Während zuvor die Anzahl und Gestaltung der Räume noch genau vorgeschrieben war, wird in § 6 Abs. 3 der Arbeitsstättenverordnung seit 2004 nur noch von der Möglichkeit gesprochen, sich unter geeigneten Bedingungen hinzulegen und auszuruhen. Die in diesen Räumen verbrachte Zeit gehört zur Erholungszeit ohne Verdienstausfall.

## Bundesdeutsche Arbeitsstättenverordnung von 1977
Gemäß § 31 ArbstättV (auch ASR 31 – Liegeräume) dienen Liegeräume zum Ausruhen
1. werdender oder stillender Müttern während der Pausen und, wenn es aus gesundheitlichen Gründen erforderlich ist, auch während der Arbeitszeit
2. anderer Arbeitnehmerinnen, wenn sie mit Arbeiten beschäftigt sind, bei denen es der Arbeitsablauf nicht zulässt, sich zeitweise zu setzen.

## Frauenruheraum in der DDR
In der Frauen- und Familienpolitik der DDR bildete eine auf Frauen ausgerichtete Vereinbarkeit von Familie und Beruf einen Schwerpunkt, und für die Frauen in der DDR war die eigene Berufstätigkeit der Normalfall. Der Frauenruheraum war gesetzlich vorgeschrieben.

## Bundesdeutsche Arbeitsstättenverordnung von 2004
Diese ArbStättV sieht für Frauen nur noch die Möglichkeit vor, sich unter geeigneten Bedingungen hinzulegen und auszuruhen. Dafür finden sich im Mutterschutzgesetz (MuSchG) wichtige Beschäftigungsverbote. Das sind Verbote für den Arbeitgeber, bestimmte Arbeitnehmer arbeiten zu lassen. Die Zeit wird dem Arbeitnehmer aber voll bezahlt (Arbeitgeber bekommt Geld von Krankenkasse).
Durch diese Beschäftigungsverbote sind die betroffenen Frauen nicht mehr am Arbeitsort.

## Erholungsvarianten im Ruhe-/Liegeraum
(Frauen-) Ruhe-/Liegeräume können nicht nur werdenden Müttern bei Unwohlsein helfen. In den Pausen können Ruhe-/Liegeräume auch von anderen Mitarbeitern zur Erhöhung von Konzentrations-, Leistungs- und Reaktionsfähigkeit genutzt werden. Kurzer Tagschlaf und Massagen (Abbau von Stress und Verspannungen) helfen schlafpolyphasisch geneigten Menschen, ein Tief in der biologischen Leistungskurve zu überwinden.

## Stillzimmer
In einigen Staaten (etwa in Deutschland und der Schweiz) ist der Arbeitgeber verpflichtet, stillenden Arbeitnehmerinnen einen zum Stillen und Milch-Abpumpen geeigneten Ruheraum zur Verfügung zu stellen.
So legt in Deutschland § 9 MuSchG fest:
Der Arbeitgeber hat sicherzustellen, dass die schwangere oder stillende Frau ihre Tätigkeit am Arbeitsplatz, soweit es für sie erforderlich ist, kurz unterbrechen kann. Er hat darüber hinaus sicherzustellen, dass sich die schwangere oder stillende Frau während der Pausen und Arbeitsunterbrechungen unter geeigneten Bedingungen hinlegen, hinsetzen und ausruhen kann.

## Bundeswehr
In der Bundeswehr gibt es im Zusammenhang mit Projekten zur Kinderbetreuung Objekte mit Frauenruheräumen.